# Pruillé-l'Éguillé
Pruillé-l'Éguillé è un comune francese di 756 abitanti situato nel dipartimento della Sarthe nella regione dei Paesi della Loira.

## Società

### Evoluzione demografica
Abitanti censiti